# Fred L. Crawford

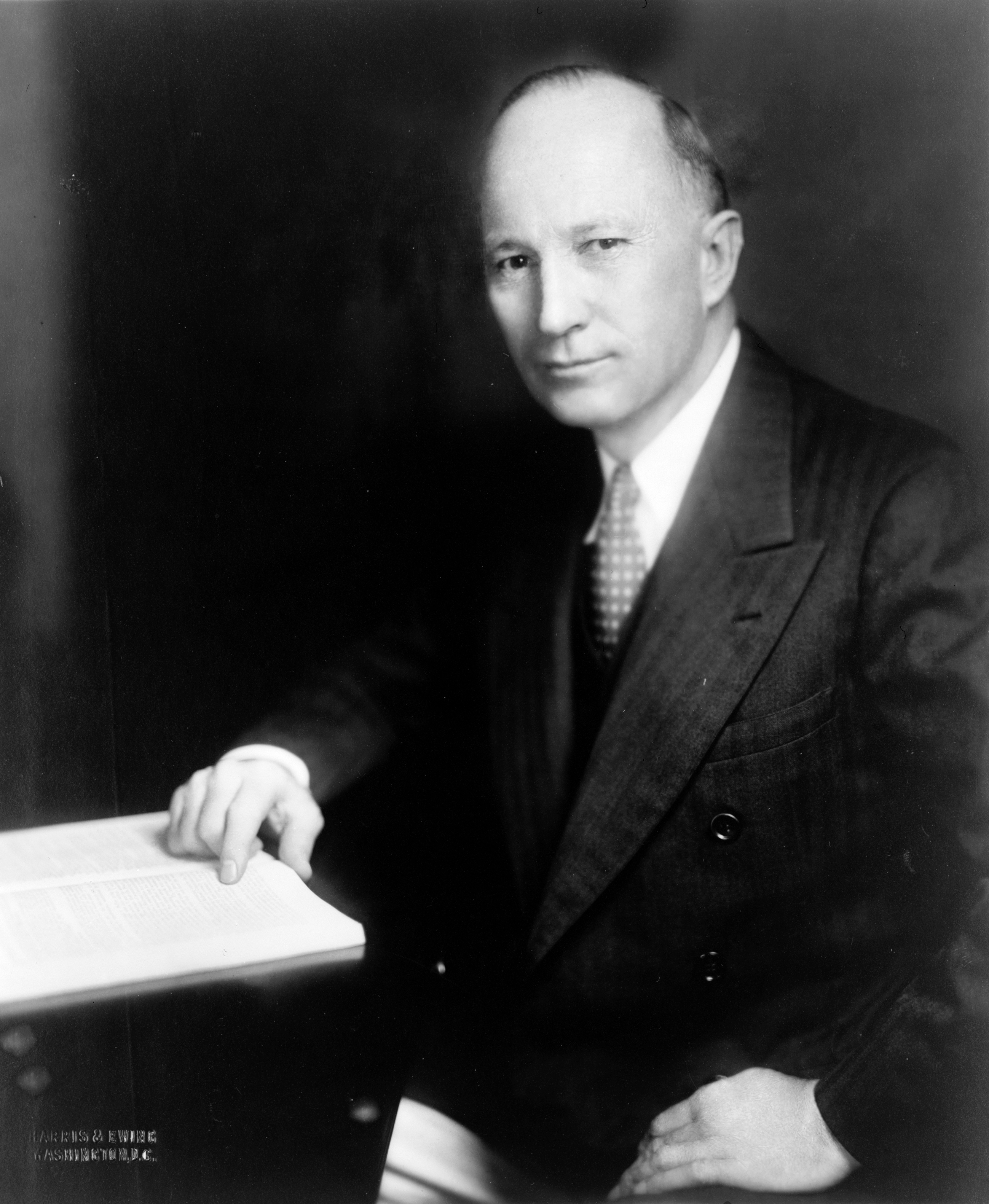
Fred L. Crawford (1943)

Fred Lewis Crawford (* 5. Mai 1888 in Dublin, Texas; † 13. April 1957 in Washington, D.C.) war ein US-amerikanischer Politiker. Zwischen 1935 und 1953 vertrat er den Bundesstaat Michigan im US-Repräsentantenhaus.

## Werdegang
Fred Crawford besuchte die öffentlichen Schulen seiner Heimat und eine Handelsschule in Peniel. Danach studierte er an der University of Michigan in Ann Arbor. In den Jahren 1914 bis 1917 arbeitete er in Des Moines (Iowa) und Detroit als Buchhalter. Anschließend begann er eine erfolgreiche Geschäftslaufbahn. Zwischen 1917 und 1935 betrieb er mehrere Zuckerrübenraffinerien in verschiedenen amerikanischen Städten. Gleichzeitig wurde er im Handwerk, der Viehzucht und auf dem Transportsektor tätig. Später wurde er Direktor bei der Michigan National Bank.
Politisch war Crawford Mitglied der Republikanischen Partei. Bei den Kongresswahlen des Jahres 1934 wurde er im achten Wahlbezirk von Michigan in das US-Repräsentantenhaus in Washington gewählt, wo er am 3. Januar 1935 die Nachfolge von Michael J. Hart antrat. Nach acht Wiederwahlen konnte er bis zum 3. Januar 1953 neun Legislaturperioden im Kongress absolvieren. Bis 1941 wurden dort noch weitere New-Deal-Gesetze der Bundesregierung unter Präsident Franklin D. Roosevelt verabschiedet. Danach wurde auch die Arbeit des Kongresses von den Ereignissen des Zweiten Weltkrieges und dessen Folgen geprägt. Nach dem Krieg erlebte Crawford als Kongressabgeordneter den Beginn des Kalten Krieges und den Koreakrieg. Im Jahr 1951 wurde der 22. Verfassungszusatz verabschiedet. Crawford war zeitweise Mitglied im Ausschuss für insulare Angelegenheiten. Zwischen 1951 und 1953 saß er auch im Ausschuss zur Verwaltung der öffentlichen Liegenschaften.
Im Jahr 1952 wurde Crawford von seiner Partei nicht mehr für eine weitere Legislaturperiode nominiert. Nach seinem Ausscheiden aus dem Repräsentantenhaus nahm er seine früheren Tätigkeiten wieder auf. Außerdem wurde er Direktor der Refiners Transport & Petroleum Corp. in Detroit. Seine letzten Jahre verbrachte er auf seiner Farm im Prince George’s County in Maryland. Fred Crawford starb am 13. April 1957 in der Bundeshauptstadt Washington.